# Мере, Хорхе
Хорхе Мере Перес (исп. Jorge Meré Pérez, испанское произношение: [ˈxoɾxe meˈɾe ˈpeɾeθ]; род. 17 апреля 1997 года в Овьедо, Испания) — испанский футболист, защитник клуба «Америка (Мехико)»,.

## Клубная карьера

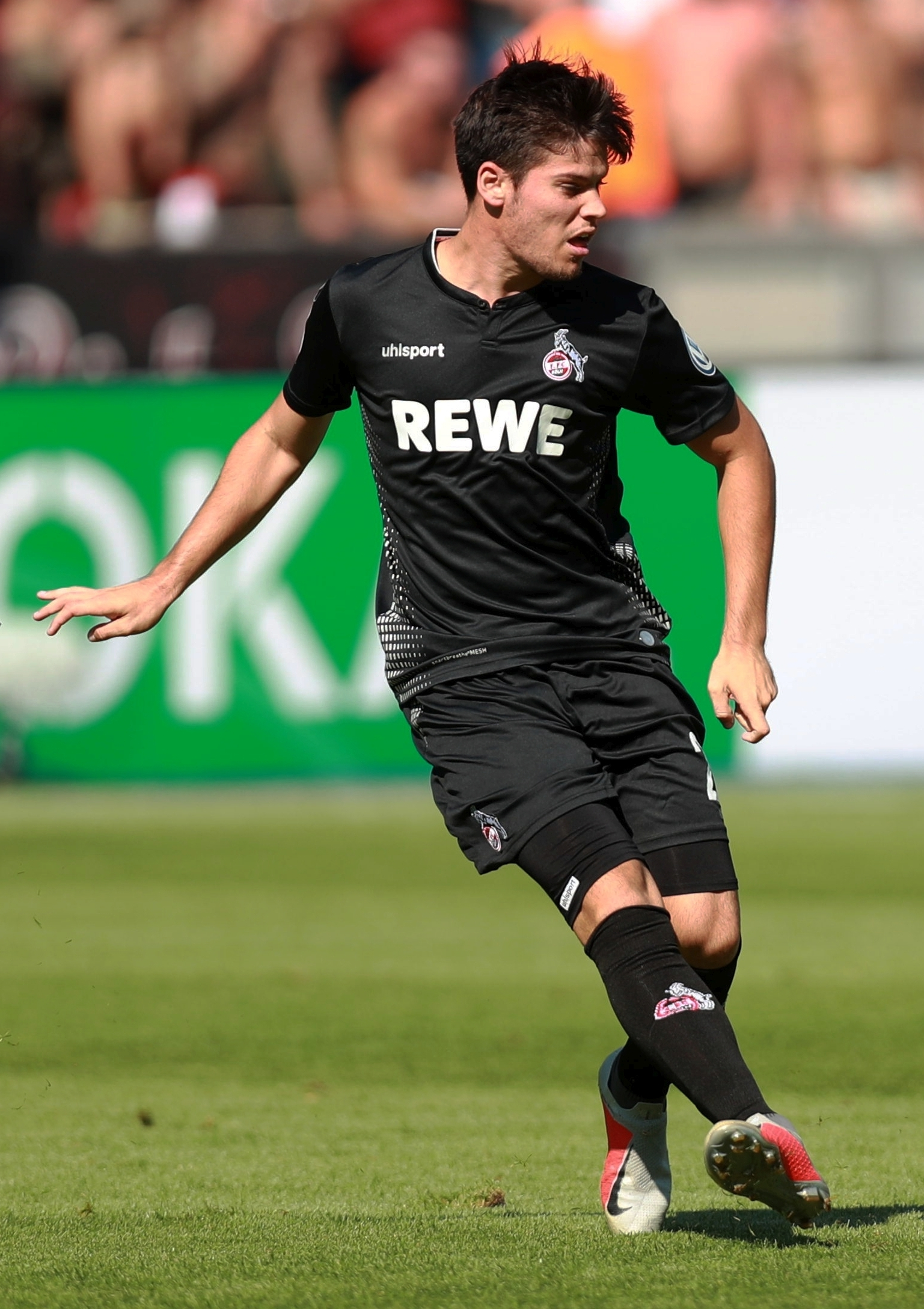
Мере в составе «Кёльна»

Мере — воспитанник клуба «Овьедо» из своего родного города. В 2010 году он перешёл в молодёжную команду хихонского «Спортинга». 24 июля 2014 года Мере подписал свой первый профессиональный контракт, сумма отступных по которому составила 25 млн евро. В январе 2015 года им интересовался английский «Ньюкасл Юнайтед». 11 апреля 2015 года в матче против «Сарагосы» Хорхе дебютировал в Сегунде. В своём первом сезоне он помог команде занять второе место и выйти в элиту. В поединке против «Райо Вальекано» Мере дебютировал в Ла Лиге.
Летом 2017 года Хорхе перешел в немецкий «Кёльн», подписав контракт на пять лет. Сумма трансфера составила 7 млн евро. 9 сентября в матче против «Аугсбурга» он дебютировал в Бундеслиге. 2 февраля 2018 года в поединке против дортмундской «Боруссии» Хорхе забил свой первый гол за «Кёльн». По итогам сезона клуб вылетел во Вторую Бундеслигу, но Мере остался в команде.

## Международная карьера
В 2015 году Мере в составе юношеской сборной Испании выиграл юношеского чемпионата Европы в Греции. На турнире он сыграл в матчах против команд Нидерландов, Германии, Франции и дважды России.
В 2017 году в составе молодёжной сборной Испании Мере стал серебряным призёром молодёжного чемпионата Европы 2017 в Польше. На турнире он сыграл в матчах против команд Македонии, Португалии, Италии и Германии.
В 2019 году Мере в составе молодёжной сборной Испании выиграл молодёжный чемпионат Европы в Италии. На турнире он принял участие в матче против команды Италии, Бельгии и Польши.

## Достижения
Испания (до 19)
- Юношеский чемпионат Европы — 2015

Испания (до 21)
- Молодёжный чемпионат Европы — 2019
- Молодёжный чемпионат Европы — 2017